# パソコン依存症
パソコン依存症（パソコンいそんしょう、パソコンいぞんしょう）とは、日々の営みの多くの事柄についてパソコンを利用し、それがなければ不安を感じるほどの状態になっていること。
今日では、仕事に限らず、日常的なコミュニケーションから音楽やゲームといった娯楽まであらゆる事柄についてパソコンに頼る機会は多い。パソコン依存症は厳密な意味での依存症とはいえないが、電源や通信機器のトラブルが発生したり、環境が変わったりしてパソコンを使用できなくなったとき、いつも通りの仕事や生活を送ることが困難になり、不安を感じたり、軽度のパニックを感じたりする人は多い。